# Radio Öresund
Radio Öresund var en närradiostation i Helsingborg som var aktiv 1983–1994. Dessförinnan, åren 1976–1983, sände den utan tillstånd. Kanalens radiofrekvens var mellan 100 och 102 MHz på piratradiotiden och som närradio 99,2 MHz.
Premiären som närradio skedde den 14 januari 1983 och inom kort sände 23 föreningar 26 timmar närradio i veckan. Kyrkorna dominerade bland de sändande, men där fanns även de politiska organisationerna Centern, Folkpartiet, SSU, MUF och FPU, några idrottsföreningar, kulturföreningen Spectrum samt Svalans DX-Club.
I mars 1990 stoppades stationen en tid av närradionämnden som drog in stationens sändningstillstånd med hänvisning till reklamförbudet i närradiolagen.

## Program (ej komplett)
- Helsingborgs Top 20
- Radio Öresund Top 30
- Radio Öresund Top 100
- Hotline
- Soulshow
- DX Magasinet
- Super Zoo
- Lördags Pulz
- Fredags Flax
- On The Rocks
- Sommar rock
- Spotlight
- Nattskiftet
- Godmorgon Helsingborg
- Hit Radion
- Dance Service
- Party Express
- Wax Arkivet
- Nypressat
- Radio Röime
- Tim and patty Show
- LP Show
- UK Top 40
- Rubber Funk Show
- Timmen T
- Radio Öresund Seriös

## Programledare / Radiopratare / DJ:s (ej komplett)
- Bengt Ahlqvist
- Magnus Englund
- Kenneth Ekström
- Krister Sjörén
- Per Bengtsson
- Jonas Hallström
- Lasse Schiffer
- Thomas Schiffer
- Linnie Holmström
- Andreas Ek
- Andreas Langell
- Niklas Brohlin
- Matti Kucer
- Stefan Leesment
- Per Broberg
- Fredrik Bojerud
- Åke Rahlén
- Björn Karmeborn
- Martin Algotsson
- Tim Svanström

- Karl Erik Stridh
- Robert Olsson
- Robert Thulin
- Fredrik Holst
- Petra Jansdotter
- Jenny Mårtensson
- Stefan Meltzer
- James Mollan (Doktor Rock)
- Olof Olsson
- Per Nützman
- Ebbe Nilsson (Pelle Pelikan)
- Lars Hansson
- Marie Åbjörnsson
- Micke Hultberg
- Björn Orre

## Historik
Radio Öresund startade med så kallade ”mobila” sändningar i början av 1970-talet och gick sedan vidare med mer legitima sändningar via Helsingborgs Närradio.

### Piratradio-tiden
Under tidigt 1980-tal sändes 2 program i veckan från Radio Öresund: Gary Gordons Popcorn Show samt Soulshow med  Jackie Liberty. Programmen sändes natten mellan lördag och söndag, 00:00 - 01:30 med hjälp av en hemmabyggd sändare med knappt 25 W uteffekt. Stationen uppmanade till lyssnarkontakt via post och använde dels en postbox i Dedemsvaart i Nederländerna och en i Ljungby, Sverige, box 153. Televerket försökte stoppa stationen genom pejling men fick aldrig tag på personerna bakom sändningarna. Däremot gjorde polisen husrannsakan hos innehavaren av den svenska postbox-adressen, spåren ledde vidare vidare till adresser i Helsingborg. Man kunde dock inte binda någon till de illegala sändningarna. De följande veckorna intensifierades Televerkets pejlingsinsatser och polisen beslagtog stationens sändningsutrustning. 
Upphovsmännen skaffade dock en ny sändare veckan efter och sände sitt avskedsprogram som var betydligt mer politiskt än tidigare. Som en dramatisk effekt när stationen skulle tystna hade Gary Gordon tagit med en tickande väckarklocka till studion. Han vred upp urverket bara lite, tanken var att han skulle lägga en VoiceOver över tickandet som gick långsammare och långsammare för att till sist stanna. Tiden hade så att säga tickat ut för Radio Öresund, men det var måste nu vara dags för fri radio i Sverige. Appellen för fri radio blev dramatisk men urverket var mycket mer envist än Gary Gordon hade tänkt sig och han fick improvisera en lång VoiceOver samtidigt som han försökte få väckarklockan att stanna.

### Närradio-tiden
Stationen återuppstod när närradion kom till Helsingborg 1982. Starten som närradiostation var dock trevande. För att sända musikprogram krävdes licens från STIM, en kostnad som de enskilda programledarna/makarna stod för själva. Det ledde till att stationen i huvudsak bara erbjöd ett fåtal specialprogram utifrån varje persons musikintresse. Programmen sändes på strötider eftersom närradion delades mellan flera föreningar.
Under 1984 hände två saker som var avgörande för Radio Öresunds utveckling: 
1 - STIM lanserade en flat-rate licens där närradiostationer fick sända obegränsat med musik för en årskostnad på omkring 100 000 kr.
2 - Ett omfattande arbete gjordes i Helsingborgs Närradioförening med att ändra sändningsschemat efter de nya förutsättningarna.
Resultatet blev att Radio Öresund kunde få ett sändningsschema med fasta tider varje dag i veckan. För föreningen som stod bakom Radio Öresund (Svalans DX Club), var detta ett bära eller brista-tillfälle. Föreningen hade inte ekonomin att bära det nya STIM-avtalet men ville inte heller missa chansen till ett stabilt sändningsschema som lyssnarna kunde lära sig utantill. Man gick in i det nya sändningsschemat och hoppades att satsningen skulle ge så många nya lyssnare att ekonomin skulle bära sig själv.
Från cirka 1985 ökade sändningarna radikalt till 1,5 timme varje vardagsmorgon, 3 timmar varje vardagseftermiddag och 1-2 timmar på vardagskvällar. Schemat på helgerna var också omfattande med 6-7 timmar på lördagar samt 8 timmar på söndagar. 

### Programutbud
Stationens programutbud förändrades så att morgnar och eftermiddagar sändes allmän populärmusik där flera olika DJ:s samarbetade i ett gemensamt programformat. Formatet kallades ”Hit-Radion” och styrdes av ett veckovis urval av låtar som spelades ofta. Cirka 200 aktuella låtar delades in i 4 kategorier:
A/B/C/D-listan.
Dessa delades upp med strikta regler med hur många låtar från respektive kategori som fick spelas varje timme. A/B/C/D-listan förhindrade på så sätt att de största hitsen spelades för ofta och blev uttjatade. Utifrån detta var det fritt för varje programledare/DJ att sätta samman sitt eget program. Systemet gjorde det möjligt för Radio Öresunds Hit-Radion att få ett visst sound utan någon byråkrati och förhindrade inte de 15 olika programledarna att få till ett som det visade sig fungerande koncept. Sändningar på kvällarna ägnades åt specialprogram där olika DJ:s kunde utveckla sitt personliga musikintresse, medan helgerna ägnades åt ett antal standardprogram som blev legendariska:
- Helsingborg Topp 20
- Fredagsflax
- Hotline 111111
- Vaxarkivet
- Soulshow

### Specialsändningar
Radio Öresund genomförde ett stort antal specialsändningar som till exempel Nattradion som utnyttjade tom sändningstid på Helsingborgs Närradio på nätterna. Speciellt koncentrerade var dessa runt ungdomshelger som Lucia. Direktsändningar från Valborgsfirande samt festivaler förekom också dagtid på helger.
Populära önske/hälsningsprogrammet (detta var innan mobiltelefonen och internet) Hotline som sändes på lördagsförmiddagar direktsändes vid upprepade tillfällen från Väla köpcentrum och gågatan Kullagatan i centrala Helsingborg.
Inledningsvis gjordes direktsändningar med en mikrofon som kopplades in via telefonlinje till studion på Rökullagatan, ljudet från denna mixades in med musiken som spelades från studion. Intresset för sändningsutrustning var dock stort i föreningen och snart hade bärbara länksändare konstruerats så att Radio Öresund kunde sända direkt från en mobil radiostudio från staden eller annat ställe.

### Ekonomin
Svalans DX Club som var utgivare för närradiostationen Radio Öresund var en ideell förening av radioentusiaster vars ekonomi helt byggde på medlemsavgifter. I närradio rådde till en början reklamförbud och inga intäkter kunde tas in via reklamspots. För att klara utgifterna för närradiosändningarna som huvudsakligen var avgifter till STIM, infördes ett stödmedlemskap på inledningsvis 25 kr/år. Lyssnarna ombads helt enkelt bli medlemmar genom att betala in avgiften på postgironummer 1 35 93 - 9 som blev så uttjatat att Helsingborgarna kunde detta utantill.
Föreningen växte och hade som mest 2500 stödmedlemmar. Föreningen hade slutit avtal med ett antal lokala handlare om rabatter för medlemmarna och genom dessa kunde stödmedlemmarna tjäna in medlemsavgiften. Utöver stödmedlemskapet arrangerade föreningen disco och fester som gav en del intäkter och erhöll även ett mindre stöd från Helsingborgs kommun i form av föreningsbidrag för aktiviteter ordnade för ungdomar.
På utgiftssidan fanns musiklicensen till STIM, hyra av lokalerna på Rökullagatan 2 på Drottninghög i Helsingborg, avgifter till Närradioföreningen och Televerket för sändningsutrustning. Allt arbete i föreningen var helt ideellt det vill säga ingen fick betalt för vare sig sändningar eller föreningsadministration. Skivor till sändningarna kom från två håll: dels gick programmakarna ihop om att köpa in alla nya singlar som kom in på topplistorna i USA och England, dels gjordes en omfattande bearbetning av skivbolagen för att få promotionexemplar av nysläppta singlar som släpptes i Sverige.

### Privatradiotiden
När den kommersiella privatradion började i Sverige 1993 fortsatte Radio Öresund som närradiostation. Men med nya kommersiella aktörer uppbackade av internationellt riskkapital var naturligtvis närradions tid som populärmusikkanal över (stämmer ej i vissa fall idag). Med två nya reklamfinansierade kanaler i Helsingborg (Z Radio, numera RIX FM och Mix Megapol, tidigare Radio Stella) som sände dygnet runt försvann Radio Öresunds betalande stödmedlemmar och därmed finansieringen.
I ett försök att göra spelreglerna mer rättvisa tilläts även närradion sända reklam. Radio Öresund flyttade sina lokaler till Järnvägsgatan i centrala Helsingborg och började bearbeta lokala företag för att hitta intäkter men fick ej ekonomin på fötter igen.

### Nedläggning av sändningar
Nedläggningen av Radio Öresunds sändningar var ett direkt resultat av att man inte fick koncession/tillstånd för att sända privat lokalradio. Radio Öresund var länge med i budgivningen om ett sändningstillstånd men de två som fanns till salu i Helsingborg gick till Z Radio (numera RIX FM) och Mix Megapol (tidigare Radio Stella). Konkurrensen från två direktsändande  musikkanaler blev dödsstöten för Radio Öresunds sändningar via 99,2 MHz.
Sista sändningen gjordes hösten 1994. För att betala av skulderna såldes det stora skivarkivet.